# Залізниця Бійськ — Горно-Алтайськ
Залізниця Бійськ — Горно-Алтайськ — проектована залізниця завдовжки 115—120 кілометрів, яка має зв'язати Республіку Алтай з Алтайським краєм і залізничною мережею Росії.

## Хронологія
16 січня 2007 — голова Республіки Алтай Олександр Бердников доручив своєму заступнику Роберту Пальталлеру вивчити можливість будівництва залізниці від Бійська до Горно-Алтайська.
23 січня 2007— заступники глави республіки Роберт Пальталлер і Михайло Козлов провели нараду, на якій обговорювалося питання будівництва залізниці. ВАТ «Сибгіпротранс» запропонувало для розгляду урядом два варіанти залізниці.

## Два варіанта траси
- «Катунський варіант» — залізниця пройде вздовж річки Катунь, на її правому березі, і через село Майми вийде до майбутньої станції Горно-Алтайськ. Довжина траси 122,6 км, вартість будівництва 10,4 мільярда рублів.
- «Польовий варіант» — залізниця пройде по лівому березі Катуні на відстані близько 10 км від самої річки і вийде до майбутньої станції Горно-Алтайськ минуючи село Майми. Довжина траси — 115,2 км, вартість будівництва — 9,86 мільярда рублів. «Польовий варіант» передбачає будівництво залізничної гілки в Алтайську гральну зону.

## Місце розміщення початкової точки
«Сибгіпротранс» розглядає кілька можливих початкових точок траси, які знаходяться на залізничній лінії Алтайськ — Бійськ на відстані 2 або 15 кілометрів від міських кварталів Бійська. Таким чином, нова залізниця піде в обхід Бійська, а транзитні пасажирські поїзди, найімовірніше, не будуть заходити в це місто.

## Розташування кінцевої точки
«Сибгіпротранс» визначив місце розміщення майбутньої станції Горно-Алтайськ за 3-4 кілометри від міської забудови на широкій заплаві Катуні, відокремленої від міста хребтом. Станція буде розташовуватися в 300 метрах від аеропорту.
Таке рішення можна пояснити потенційною можливістю продовжити трасу в гірські райони Алтаю і далі в Монголію та/або Китай.